# Operación Amanecer
La guerra de Gaza de 2022, conocida en Israel como Operación Amanecer, fue lanzada el 5 de agosto de 2022 por las FDI contra objetivos en Gaza. La operación comenzó con el ataque contra Tayseer Jabari, el líder militar de la Yihad Islámica Palestina. Dos días después del comienzo de los enfrentamientos, se confirmó una tregua entre ambas partes.

## Antecedentes
Las tensiones han sido al tas en los días previos a la operación después del arresto del líder de la Yihad Islámica en Cisjordania, Bassem Saadi. Las carreteras han sido cerradas en el sur de Israel por el muro fronterizo entre Israel y Gaza y se enviaron refuerzos al sur después de las amenazas de ataque con misiles de corto alcance desde la Franja de Gaza.

## Operación
El Estado de Israel comenzó con el ataque contra Tayseer Jabari, el líder del Movimiento de la Yihad Islámica Palestina. Fuentes médicas palestinas dijeron que varias personas llegaron al hospital después del ataque del departamento por parte de la Fuerza Aérea Israelí.
El Comando del Frente Interior israelí advirtió a los civiles dentro de un rango de 80 km de Gaza que se preparen para el lanzamiento de cohetes contra la población civil desde la Franja de Gaza.